# John Howard (filantropo)
John Howard (2 settembre 1726 – 20 gennaio 1790) è stato un filantropo britannico, primo riformatore del carcere inglese.
Celebre per il suo impegno sociale nel rendere più umane le condizioni e il trattamento dei pazienti degli ospedali e dei detenuti dei carceri in tutta l'Europa.

## Biografia
John Howard nacque a nord di Londra, non è ben chiaro se a Hackney o Enfield. Suo padre, anche lui con il nome John, era un ricco tappezziere a Smithfield, un mercato popolare in città. La madre, Ann Pettitt, morì quando John aveva cinque anni, e lei medesima descriveva il figlio come "un bambino malaticcio". Successivamente John andò a vivere a Cardington, Bedfordshire, situato a quaranta miglia circa da Londra, dove suo padre aveva dei possedimenti. 
Fu proprio il padre a mandare il giovane John in una scuola a Hertford e poi all'accademia dissenziente di John Eames a Londra, cioè una scuola gestita da dissidenti della Chiesa d'Inghilterra.
Conclusi i suoi studi, John divenne apprendista presso un negozio di alimentari all'ingrosso per imparare i metodi di lavoro. Con la morte del padre, nel 1742, John ereditò un patrimonio cospicuo e, nel 1748, decise di lasciare l'Inghilterra per fare un viaggio attraverso il continente.
Al suo ritorno in Gran Bretagna, visse in alloggi a Stole Newington, a nord-ovest di Londra, ma la sua salute cagionevole gli presentò dei problemi infatti divenne gravemente malato. La sua padrona di casa, Sarah Loidore si prese cura di lui, cosicché i due si sposarono, nonostante lei avesse trent'anni più di lui. Sarah morì tre anni dopo e John distribuì il misero patrimonio della donna fra i componenti della famiglia e i vicini più poveri.

### La prigionia
John decise di partire per il Portogallo a seguito del terremoto del 1755 di Lisbona, poi, mentre era in viaggio per Hannover fu catturato da corsari francesi. Fu imprigionato a Brest, una città a nord della Francia, per sei giorni, dopo fu trasferito in un'altra prigione, sulla costa francese. È opinione diffusa che questa esperienza personale abbia generato l'interesse di Howard per le carceri.

### Howard a Cardington
Tornato in Gran Bretagna, si stabilì di nuovo a Cardington, Bedfordshire a vivere in una tenuta di 200 acri (0,81 km²), dove precedentemente c'erano due aziende di cui la più grande ereditata dai nonni. Sua nonna, Martha Howard, conosceva la famiglia Whitbread e John divenne vicino e amico di Samuel Whitbread, membro del parlamento e proprietario della birreria che successivamente divenne la Whitbread & Co Ltd. John trascorse i successivi due anni a sviluppare le proprietà e a cercare di migliorare la vita delle persone che vivevano sulla sua terra. Più avanti, un sondaggio di Cardington nel 1782 ha scoperto che stava pagando per l'insegnamento di ventitré bambini. Nel maggio 1756, John ricevette un premio dalla Royal Society di Londra per il suo impegno sociale.
Nel 1758, Howard sposò Henrietta Leeds. Pochi anni dopo, nel 1765, la moglie morì, dopo aver dato alla luce un figlio, chiamato anche lui John. Questo fu mandato in collegio in giovanissima età. Il figlio John fu cacciato da Cambridge per reati omosessuali, all'età di 21 anni fu giudicato folle e morì nel 1799 dopo aver trascorso tredici anni in un manicomio.

### Sceriffo di Bedfordshire
John Howard fu nominato sceriffo di Bedfordshire nel 1773, inizialmente per un periodo di un anno. Era tale la sua dedizione che, piuttosto che delegare i suoi doveri al sotto-sceriffo, come era consuetudine, Howard ispezionava personalmente la prigione della contea. Fu sconvolto da ciò che trovò, così decise di ispezionare le carceri di tutta l'Inghilterra. Howard si interessò particolarmente ai detenuti che si trovavano in carcere perché non potevano pagare la tassa del carceriere, cioè un importo pagato al proprietario o detentore del carcere per la manutenzione. Howard decise di presentare il problema al Parlamento, e nel 1774 fu chiamato a testimoniare sulle condizioni carcerarie ad una Camera dei Comuni di un comitato ristretto. I membri di tale comitato rimasero così colpiti che Howard fu chiamato eccezionalmente alla sbarra della Camera dei Comuni e fu pubblicamente ringraziato per la sua umanità e zelo.
Dopo aver visitato diverse centinaia di prigioni in tutta l'Inghilterra, Scozia, Galles e anche in Europa, Howard pubblicò la prima edizione del libro "Lo Stato delle Carceri" nel 1777. Questo include i conti molto dettagliati delle prigioni che aveva visitato, comprese le mappe, inoltre John incluse insieme le istruzioni dettagliate sui miglioramenti necessari. Grazie a questo lavoro John fu accreditato come colui che ha stabilito la cella singola, cioè la pratica di assegnare un solo detenuto per ogni cella di una prigione, nel Regno Unito e, con il tempo, negli Stati Uniti. 
Il lavoro di Howard è visto come un lavoro umanitario. In un passaggio biografico su Howard, si osserva:
"Le proposte dettagliate di Howard sono state progettate per migliorare la salute fisica e mentale dei prigionieri, la sicurezza e l'ordine del carcere. Le sue raccomandazioni relative a questioni come la posizione del carcere, gli arredi, la fornitura di un adeguato approvvigionamento di acqua e la dieta del prigioniero promuovono l'igiene e la salute fisica. Raccomandazioni riguardanti la qualità del personale della prigione, le regole relative al mantenimento degli standard di salute e di ordine e di un sistema indipendente di ispezione, indicano che è necessario che anche il personale della prigione dia un l'esempio morale."
Nel 1777, ad aprile, la sorella di Howard morì lasciandogli £ 15.000 e la sua casa. Usò quell'eredità e le entrate derivanti dalla vendita della casa per proseguire la sua impresa per migliorare le carceri. Nel 1778 è stato nuovamente interpellato dalla Camera dei Comuni, che in quel momento erano interessati a indagare sui 'relitti', o navi prigione. Due giorni dopo la sua testimonianza, John ripartì in viaggio per Europa, e cominciò dalla Repubblica olandese.
In 1784, Howard calcolò che aveva viaggiato più di 42.000 miglia (68.000 km) per visitare prigioni. Successivamente l'Università di Dublino gli assegnò una laurea honoris causa, inoltre gli fu data la libertà della città di Londra, cioè un onore concesso da un comune su un prezioso socio della comunità. Il suo quarto e ultimo giro delle carceri inglesi iniziò nel marzo 1787 e due anni dopo pubblicò lo stato delle carceri in Inghilterra, e un resoconto delle principali lazzaretti d'Europa.

### La morte
Il suo ultimo viaggio lo portò in Europa orientale e in Crimea. Infatti a Ucraina, nell'odierna Ucraina, Howard prese il tifo durante la visita di una prigione, successivamente morì, all'età di sessantatré. Fu sepolto sulle rive del Mar Nero a Dophinovka, Ucraina. Nonostante la richiesta di un funerale tranquillo, senza sfarzo e cerimonia, l'evento fu elaborato e con la partecipazione del principe di Moldavia. Quando la notizia della sua morte raggiunse l'Inghilterra, nel mese di febbraio 1790, fu fatta una serie commemorativa di John Howard mezzo penny Conder Tokens, tra cui una che circolava a Bath che aveva sul retro la scritta "Andate" e dall'altra parte "Ricordati i debitori in prigione".
Howard è diventato il primo civile ad essere celebrato con una statua nella Cattedrale di St. Paul, a Londra. Una statua è stata eretta anche a Bedford, e un'altra a Kherson. Il suo busto è presente nell'architettura di diverse prigioni vittoriane in tutto il Regno Unito, ad esempio a Shrewsbury. Nel 1790 è stato eletto membro onorario straniero dell'Accademia Americana delle Arti e delle Scienze.

### Eredità
Quasi ottant'anni dopo la sua morte, è stata costituita l'associazione Howard a Londra. Nella sua prima relazione annuale nel 1867, l'associazione ha dichiarato che i suoi sforzi sono stati concentrati sulla "promozione di lavoro carcerario riformatorio e remunerativo, e l'abolizione della pena di morte." In seguito l'associazione si è unita con la Penal Reform League nel 1921 per diventare il Howard League per la riforma penale, un ente di beneficenza. Oggi, il Howard League è la più grande organizzazione di riforma penale della Gran Bretagna.
Il nome di John Howard è stato utilizzato anche dalla società John Howard, un'organizzazione canadese non-profit che si propone di sviluppare efficaci risposte al problema del crimine. Inoltre John Howard dà il nome anche all'associazione Howard, una organizzazione benefica fondata nel 1855 a Norfolk, Virginia, Stati Uniti. C'è anche una Lega Howard per la riforma penale in Nuova Zelanda. Inoltre l'associazione John Howard dell'Illinois, formata nel 1901, lavora per le riforme che prevedono le correzioni nelle carceri e prigioni nell'Illinois.
Infine in America, il padiglione John Howard, all'ospedale St. Elizabeths di Washington, si occupa di psichiatria per il Distretto della Columbia. Il suo detenuto più noto è John Hinckley, Jr., che tentò di assassinare il presidente degli Stati Uniti Ronald Wilson Reagan nel 1981.